# Hercules InColor Card
A Hercules InColor Card foi uma placa de vídeo produzida pela Hercules Computer Technology a partir de 1987 em resposta à placa VGA produzida pela IBM. A InColor apresentava uma resolução gráfica de 720×348 com 16 cores de uma paleta de 64, como as placas EGA, e 80×25 em modo texto.
A Hercules InColor só funcionava com monitores que suportassem sua freqüência de operação, embora isso não fosse problema com monitores multi-freqüência (os quais inicialmente não funcionavam com placas VGA). Na falta de um destes monitores, podia funcionar com um monitor monocromático comum, emulando a HGC+.
A Hercules InColor não foi tão bem sucedida quanto sua predecessora (que ainda era utilizada por volta de 1998 como segunda placa de vídeo em muitas configurações com dois monitores), e terminou finalmente sendo superada pelo padrão SVGA.